# Eois paulona
Eois paulona är en fjärilsart som beskrevs av William Schaus 1927. Eois paulona ingår i släktet Eois och familjen mätare. Inga underarter finns listade i Catalogue of Life.